# Croix Bethune
Croix Bethune   (Alpharetta, 14 de març de 2001) és una jugadora de futbol estatunidenca que juga com a migcampista ofensiva al Washington Spirit de la National Women's Soccer League (NWSL) i a la selecció dels Estats Units. Posseeix una excel·lent visió de joc i habilitat tècnica que la converteixen en una passadora destacada.
Bethune va jugar a la lliga de futbol universitari amb els equips USC Trojans i Georgia Bulldogs, i dues vegades va ser nomenada per al primer equip All-American abans de ser seleccionada pel Washington Spirit tercera al draft de la NWSL de 2024. Va empatar el rècord d'assistències d'una sola temporada en la seva primera temporada i va ser nomenada rookie de l'any de la NWSL i migcampista de l'any. Bethune també va guanyar una medalla d'or amb la selecció dels Estats Units als Jocs Olímpics de París de 2024.